# Heinrich Toeplitz

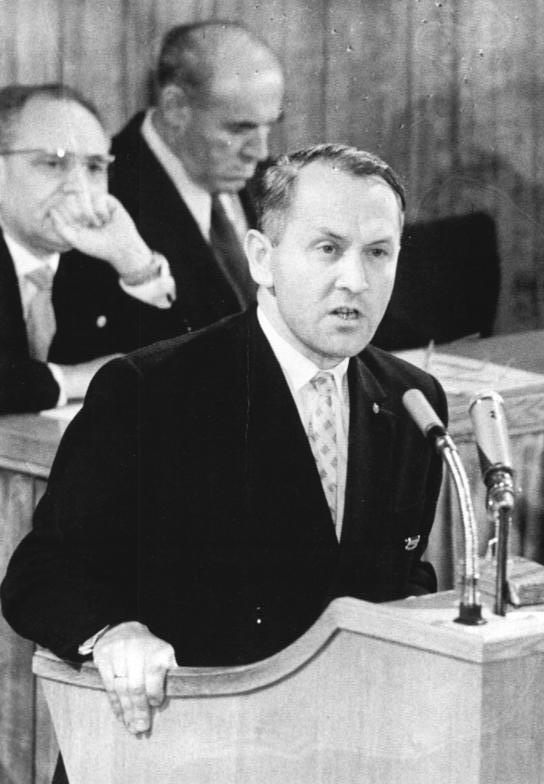
Heinrich Toeplitz (1960)

Heinrich Theodor Toeplitz (* 5. Juni 1914 in Berlin; † 22. November 1998 ebenda) war ein deutscher Jurist und Politiker (CDU der DDR). Er war von 1951 bis 1990 Mitglied der Volkskammer, von 1960 bis 1986 Präsident des Obersten Gerichts der DDR und von 1966 bis 1989 stellvertretender Parteivorsitzender der Ost-CDU.

## Leben
Toeplitz war der Sohn des promovierten Juristen und Gerichtsassessors Georg Toeplitz und seiner Frau Margarete (geb. Sticher). Er besuchte das König-Wilhelm-Gymnasium in Breslau, legte 1932 das Abitur ab und studierte bis 1936 Rechts- und Staatswissenschaften an den Universitäten Leipzig und Breslau. 1937 promovierte er zum Dr. jur., wurde als „Halbjude“ nach den Nürnberger Rassengesetzen aber nicht zum Assessorexamen zugelassen. Er emigrierte 1938 zunächst nach Wien, dann nach Jugoslawien, wo er erfolglos versuchte, eine Existenz als Kaufmann aufzubauen. Nach Ausbruch des Zweiten Weltkriegs kehrte er nach Deutschland zurück, war als Rechtsanwalt und in Industriebetrieben tätig. Da er nicht in der Wehrmacht dienen durfte, wurde er zur Organisation Todt dienstverpflichtet und von April 1944 bis zum Kriegsende 1945 als Bauarbeiter in Frankreich und den Niederlanden eingesetzt. Nach drei Monaten in sowjetischer Gefangenschaft kehrte er nach Berlin zurück.
Von 1945 bis 1947 war er Referendar und Hilfsrichter in Berlin und legte das zweite juristische Staatsexamen beim Kammergericht Berlin ab und war bis 1950 juristischer Hauptreferent beim Magistrat von Berlin. 1949 trat er der CDU bei, war 1950 stellvertretender Generalsekretär der CDU und 1950 bis 1960 Staatssekretär im Ministerium für Justiz der DDR. In dieser Funktion war er Mitglied des Redaktionskollegiums der Fachzeitschrift Neue Justiz.
1951 bis 1990 war er Abgeordneter der Volkskammer der DDR. In der Ost-CDU war er ab 1952 Mitglied des Politischen Ausschusses bzw. von 1954 bis 1989 des Präsidiums des Hauptvorstandes. 1955 bis 1987 war er Vorsitzender des Zentralen Untersuchungsausschusses der CDU, 1966 bis 1989 stellvertretender Parteivorsitzender. Von 1951 bis 1953 war Toeplitz zudem stellvertretender Vorsitzender des Zentralvorstands der Vereinigung der Verfolgten des Naziregimes – Bund der Antifaschisten (VVN-BdA). Nach deren Auflösung in der DDR war er 1953 Mitbegründer und bis 1990 Präsidiumsmitglied der Zentralleitung des Komitees der Antifaschistischen Widerstandskämpfer sowie ab 1954 Mitglied im Generalrat der Fédération Internationale des Résistants (FIR, Internationale Vereinigung der Widerstandskämpfer).

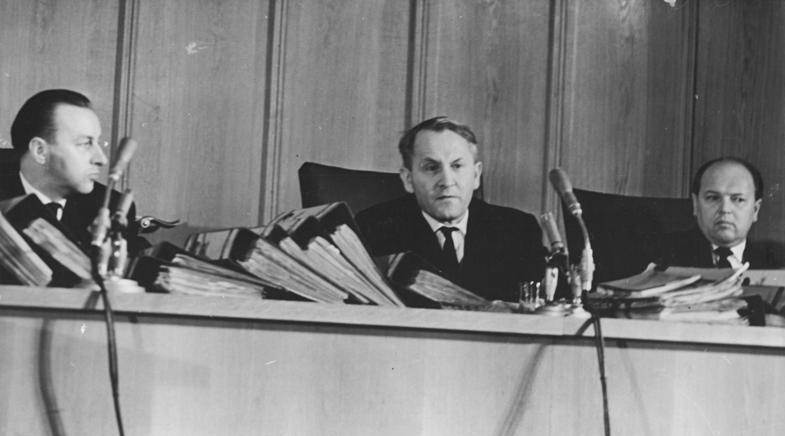
Toeplitz (Mitte) leitet den Globke-Prozess vor dem Obersten Gericht (1963)

Von 1960 bis 1986 war Toeplitz Präsident des Obersten Gerichts der DDR. Dessen Präsidium und Plenum konnten jeweils Beschlüsse und Richtlinien fassen, die für die nachgeordneten Gerichte bindend waren. Toeplitz bekannte sich zur SED-gesteuerten Rechtspolitik und zentral gelenkten Rechtsprechung in der DDR. Bei bestimmten Verfahren war der 1. Strafsenat des Obersten Gerichts in erster Instanz zuständig, das gefällte Urteil war dann unanfechtbar. Toeplitz hatte den Vorsitz in Schauprozessen, in denen politische Gegner ausgeschaltet oder die DDR als antifaschistisch-demokratischen Staat dargestellt werden sollte, z. B. gegen den Fluchthelfer Harry Seidel (1962; lebenslanges Zuchthaus), im Globke-Prozess gegen den abwesenden Chef des Bundeskanzleramts (1963) und gegen den KZ-Arzt von Auschwitz Horst Fischer (1966; Todesurteil).
Willy Brandt, damals Regierender Bürgermeister von West-Berlin, kommentierte 1962 den Prozess gegen Harry Seidel: „Es gibt kein Wort, das genügen würde, um der Empörung über dieses Schandurteil der modernen Inquisition eines Unrechtsstaates Ausdruck zu verleihen.“
Zudem war Toeplitz von 1962 bis 1985 Präsident des Verbands der Juristen (VdJ) der DDR und 1975 bis 1990 Präsident der Freundschaftsgesellschaft DDR–Italien. Weiterhin war er Vorsitzender des DDR-Komitees für die Kampfdekade gegen Rassismus und Rassendiskriminierung.

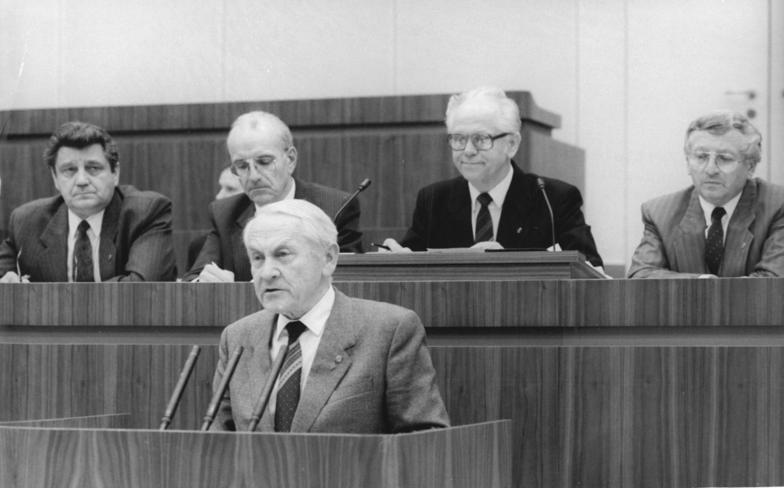
Heinrich Toeplitz in der Volkskammer 1989

Während der Wende in der DDR berief die Volkskammer Toeplitz im November 1989 zum Vorsitzenden des zeitweiligen Ausschusses zur „Überprüfung von Fällen des Amtsmißbrauchs, der Korruption, der persönlichen Bereicherung und anderer Handlungen“ durch ehemalige DDR-Staats- und Parteifunktionäre. Da Toeplitz selbst langjähriger Staatsfunktionär der DDR-Justiz war, löste seine Ernennung öffentliche Empörung aus. Nach der deutschen Wiedervereinigung wurde er im April 1995 vor dem Landgericht Berlin wegen Rechtsbeugung angeklagt, das Hauptverfahren fand jedoch wegen Toeplitz’ Verhandlungsunfähigkeit nicht statt.
Toeplitz war ab 1947 mit der Stenotypistin und technischen Zeichnerin Ruth Gaudlitz (1921–2010) verheiratet, die 1950 ebenfalls der Ost-CDU beitrat, Stadtverordnete in Ost-Berlin wurde und von 1954 bis 1987 dem Bundesvorstand des Demokratischen Frauenbunds Deutschlands (DFD) angehörte. Das Paar bekam einen Sohn und eine Tochter. Toeplitz ist auf dem Parkfriedhof Marzahn bestattet.

## Auszeichnungen und Ehrungen
- 1955 Vaterländischer Verdienstorden (VVO) in Bronze
- 1959 Vaterländischer Verdienstorden in Silber
- 1969 Carl-von-Ossietzky-Medaille
- 1970 Vaterländischer Verdienstorden in Gold
- 1974 Ehrenspange zum VVO in Gold
- 1964 Orden „Banner der Arbeit“
- 1979 Ehrendoktor der Karl-Marx-Universität Leipzig[8]
- 1989 Großer Stern der Völkerfreundschaft
- Verdienstmedaille der DDR
- Stern der Völkerfreundschaft in Gold
- Ernst-Moritz-Arndt-Medaille

## Schriften
- Oberstes Gericht der DDR, höchstes Organ wahrhaftiger demokratischer Rechtsprechung. Berlin 1970.
- Aus Reden und Aufsätzen 1952–1973. Berlin 1974.